# Bora Todorović
Borivoje "Bora" Todorović (en serbe cyrillique : Боривоје "Бора" Тодоровић), né le 5 novembre 1929 à Belgrade et mort dans la même ville le 7 juillet 2014 (à 84 ans), est un acteur serbe. Il est le père de l'acteur Srdjan Todorovic.

## Filmographie

### Cinéma
- 1956 : U mrezi :
- 1957 : Mali covek : Inspecteur Pomocnik
- 1965 : Gorki deo reke : Postar (crédité Borivoje Todorovic)
- 1966 : Roj
- 1967 : Koraci kroz magle : Murdja (crédité Borivoje Todorovic)
- 1968 : Delije : Zeleznicar
- 1978 : Stici pre svitanja : Svetozar Vujkovic
- 1979 : Classe nationale (Nacionalna klasa) : Zika
- 1980 : Qui chante là-bas ? (Ko to tamo peva)  : Ozalosceni
- 1980 : Avanture Borivoja Surdilovica : Slobodan Bob Mihajlovic
- 1980 : Traitement Spécial : Rade
- 1981 : Erogena zona : Djoka 'Zver'
- 1981 : Les Fantasmes de Madame Jordan : Alex Rossignol
- 1982 : The Marathon Family (Maratonci trče počasni krug) : Djenka
- 1982 : Twilight Time : Nikola
- 1983 : Balkan ekspres : Pik
- 1984 : L'Espion des Balkans : Petar Markov Jakovljevic
- 1984 : O pokojniku sve najlepse : Pop Jordan
- 1985 : Taiwan Canasta (Tajvanska kanasta) : Jogi
- 1985 : Ada : Martin
- 1985 : Pera Panker (court-métrage)
- 1987 : Uvek spremne zene : Djura
- 1988 : Le Temps des Gitans : Ahmed
- 1988 : Balkan ekspres 2 : Pik
- 1991 : Mala : Stojan
- 1995 : Underground : Golub
- 1998 : Raskrsce (segment Magija)
- 2001 : Sladke sanje : Hisnik
- 2003 : Profesionalac : Luka Laban
- 2009 : Saint George tue le dragon : Deda Aleksa

### Télévision
- 1961 : Pokojnik (TV)
- 1961 : Gola cesta (TV)
- 1964 : Covek bez granica (TV)
- 1965 : Otac (TV)
- 1966 : Covek bez granica, II deo (TV)
- 1966 : Bananin brat (TV) : Buba Jez
- 1967 : Volite se ljudi (série télévisée) : épisode  Praznik
- 1967 : Arsenik i stare cipke (TV) : Mortimer Brewster
- 1967 : Probisvet (série télévisée) : épisodes Mis ili tako nesto et Bunkerasi
- 1967 : Pozicioni rat ljubavnih generala (TV)
- 1967 : Ljubav na plajvaz (TV)
- 1967 : Koktel (TV)
- 1967 : Jedno tuce zena (TV)
- 1968 : Parnicari (série télévisée) : épisode  Petre, Petre, pet te strela ustrelilo
- 1968 : Vukadin (série télévisée) : 3 épisodes
- 1968 : Kod Londona (série télévisée) : épisode Milionerska i druga posla
- 1968 : Tudje glave (TV)
- 1968 : Stan (TV)
- 1968 : Pusti snovi
- 1968 : Jednog dana, jednom covjeku (TV)
- 1968 : Evgenija na zrnu graska (TV)
- 1969 : Nedozvani (TV)
- 1969 : Radjanje radnog naroda (série télévisée) : Rastislav 'Rule' Stanic (12 épisodes)
- 1969 : Zigmund Brabender, lovac i ser (TV) : Simon Leptir
- 1970 : Mirina TV stupica (série télévisée) : 2 épisodes
- 1970 : Engleski onakav kakav se govori (court-métrage TV)
- 1971 : Ceo zivot za godinu dana (série télévisée) : Mirko Baturina (31 épisodes)
- 1971 : Diplomci (série télévisée) : Budimir Buda Bumba (10 épisodes)
- 1971 : Ulazi slobodan covek (TV)
- 1972 : Razvojni put Bore Snajdera (TV) : Vitomir
- 1972 : Le malentendu (TV) : Zan
- 1973 : Ludi recnik (série télévisée) : épisode Dokolica
- 1973 : Brauningova verzija (TV)
- 1973 : Siroti mali hrcki (TV) : Nacelnik ministarstva
- 1973 : Milojeva smrt (TV) : Branilac
- 1974 : Pozoriste u kuci (série télévisée) : Lazar 'Laki' Lakicevic (épisode Usluga)
- 1974 : Jastuk (TV)
- 1974 : Vlast (TV)
- 1974 : Rekvijem za teskasa (TV) : Mes Lumis
- 1974 : Ujez (TV) : Arandjel Arsic
- 1974 : Nedelje sa Anjom (TV) : Toma
- 1975 : Mili (TV)
- 1975 : Dzoli dzokej (TV)
- 1975 : Dvosobna kafana (TV)
- 1975 : Crni petak (TV) : Dragutin Molerovic ... Sajin brat
- 1976 : Zvezdana prasina (TV) : Ivan
- 1976 : Cuvar plaze u zimskom periodu (TV) : Petar Dunjic (crédité B. Todorovic)
- 1976 : Uspon i pad Zike Proje (série télévisée) : Velibor ( épisodes Da li je dobrota sujeverje, Sta stoji u hercu, Moze li kome lebac da ogadi et Puca li bic na kraju)
- 1976 : Izgubljena sreca (TV) : Markovic
- 1977 : Vaga za tacno merenje (série télévisée) : Moler (épisode Zlatousti moler)
- 1977 : Zapamtite
- 1977 : Cast mi je pozvati vas (série télévisée) : Bora
- 1977 : Ranjeni orao (TV) : Gojko Maric
- 1977 : Marija Magdalena (TV) : Leonard...pisar
- 1977 : Mala nocna muzika (TV)
- 1977 : Inferiornost (TV) : Garibaldi
- 1977 : Crni dani (mini-série)
- 1978 : Gospodja ministarka (TV) : Pera Kalenic
- 1978 : Povratak otpisanih (série télévisée) : Dragi Kenta (épisode Padobranci)
- 1978 : Gospodarev zet (TV)
- 1978 - 1979 : Cardak ni na nebu ni na zemlji (série télévisée) : Miskovic (6 épisodes)
- 1979 : Kakav dan (TV) : Zoranov kolega iz kancelarije
- 1979 : Sestica, gore levo (TV)
- 1980 : Vruc vetar (série télévisée) : Slobodan Bob Mihajlovic (10 épisodes)
- 1981 : Baza na Dunavu (série télévisée) : Djuradj Javor (5 épisodes)
- 1982 : Poslednji cin (série télévisée) : Inzinjer Mitrovic
- 1983 : Razvojni put Bore Snajdera (TV) : Bora Snajder
- 1983 : Karadjordjeva smrt (TV) : Naum
- 1984 : Ulicni pevaci (série télévisée)
- 1984 : Balkan ekspres (série télévisée) : Pik
- 1984 : Kako se kalio narod Gornjeg Jaukovca (TV)
- 1986 : Sivi dom (série télévisée) : Gile (5 épisodes)
- 1988 : Balkan ekspres 2 (série télévisée) : Pik (10 épisodes)
- 1991 : Sarajevske price (série télévisée) : Adem Preslica (épisodes Put u visoko drustvo, Opasna igra, Robinje sna et Prljavi novac)
- 1991 : Sa 204-272 (TV) : Rade (crédité Boro Todorovic)
- 1996 : Il était une fois un pays (série télévisée) : Golub (6 épisodes)
- 1996 - 1997 : Gore dole (série télévisée) : Jevrem Katic 'Dzeki' (17 épisodes)
- 2007 : Uvodjenje u posao (TV) : Buda Jeremic